# XIVe Brigade internationale
 (octobre 2024).
Si vous disposez d'ouvrages ou d'articles de référence ou si vous connaissez des sites web de qualité traitant du thème abordé ici, merci de compléter l'article en donnant les références utiles à sa vérifiabilité et en les liant à la section « Notes et références ».
La XIVe Brigade internationale est l'une des nombreuses brigades internationales qui ont combattu pour la Seconde République espagnole pendant la guerre d'Espagne.

## Histoire et organisation
Elle est créée le 20 décembre 1936 avec des volontaires venus principalement de France et de Belgique, sous le commandement du général « Walter » (Karol Świerczewski). Cette brigade est la quatrième des Brigades internationales et elle mélangeait des vétérans avec de nouveaux volontaires idéalistes. Elle est officiellement nommée Brigade marseillaise, d'après le chant révolutionnaire français (et hymne national de la France) : La Marseillaise.

### Unités
Avec les consolidations et réorganisations ultérieures, la XIVe Brigade internationale comprend, entre autres, les bataillons suivants :
- Bataillon Commune de Paris
- Bataillon Germinal Domingo
- Bataillon Henri Barbusse
- Bataillon Louise Michel (I)
- Bataillon Louise Michel (II)
- Bataillon Marsellaise
- Bataillon Pierre Brachet
- Bataillon de la Primera Unidad de Avance
- Bataillon des Neuf Nations ("Sans nom" ou "Neuf Nationalités")
- Bataillon du 6 février (franco-belge)
- Bataillon Vaillant-Couturier

### Batailles
La brigade combat dans les batailles de Lopera, de la route de La Corogne, du Jarama et de l'offensive de Ségovie.